# Повіт Мінамі-Камбара
Пові́т Міна́мі-Ка́мбара (яп. 南蒲原郡, みなみかんばらぐん, МФА: [mʲinamʲi kambaɾa guɴ]) — повіт в префектурі Ніїґата, Японія. 